# Victor Bauer (Unternehmer)

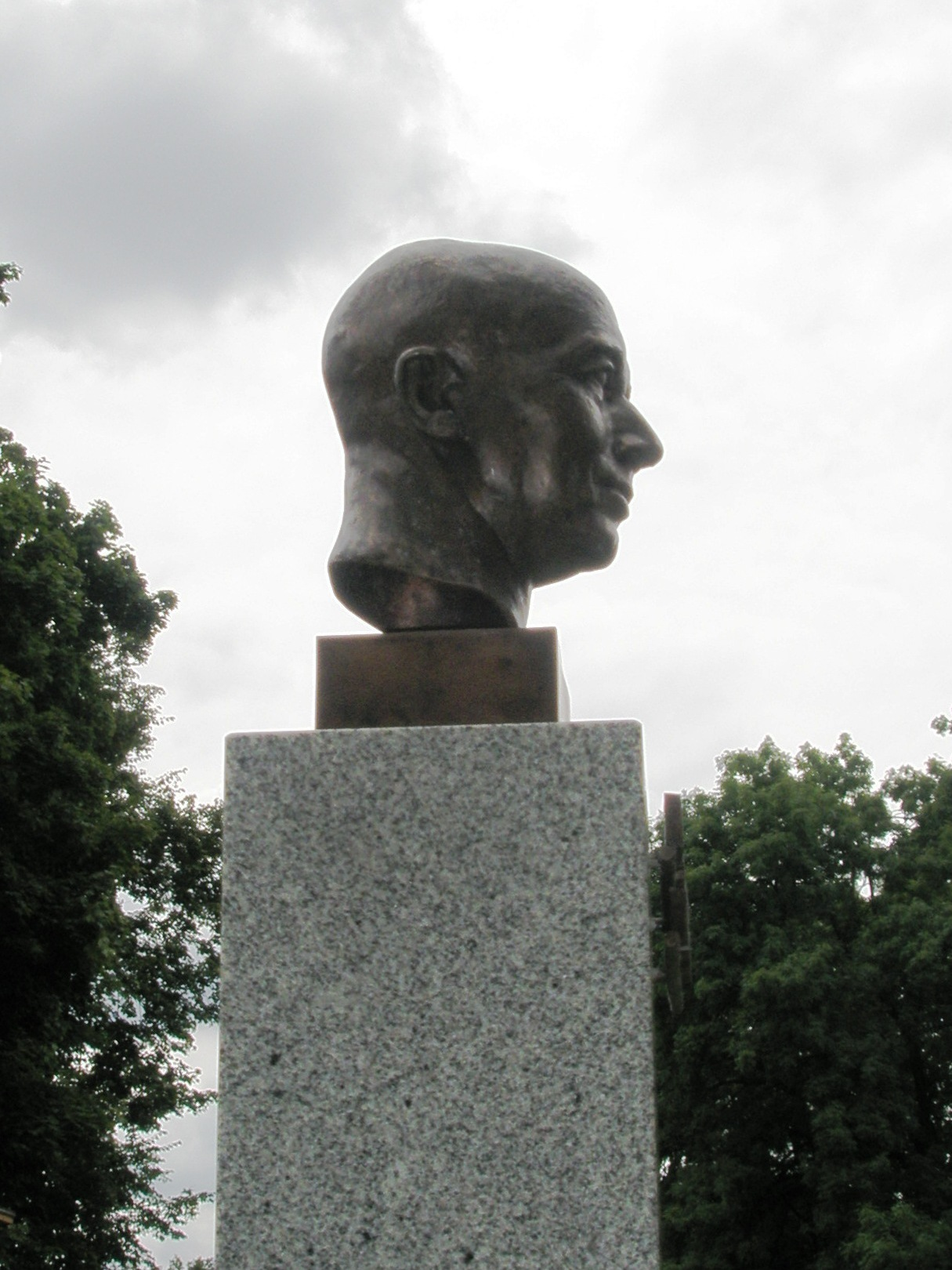
Büste im Schlossgarten von Kunín

Victor Moritz Peter Bauer (* 2. April 1876 in Brünn; † 3. August 1939 in Kunewald) war ein deutschmährischer Großgrundbesitzer, Zuckerindustrieller, Weltreisender, Pilot, Theoretiker Zentraleuropas, Jurist und Mitglied des österreichischen Reichstags.

## Leben
Victor Bauer war der älteste Sohn des Großindustriellen Viktor Ritter von Bauer und der Marietta, geborene Chlumecký, Tochter des Historikers Peter von Chlumecký.
Er erhielt seine Ausbildung an einem deutschen Gymnasium in Brünn. Anschließend studierte er Rechtswissenschaften in Leipzig, Genf und Wien, wo er 1901 promovierte.

### Tätigkeiten als Unternehmer
- Ab 1904 war er Gesellschafter der Altbrünner Zuckerfabrik M. Bauer, aber 1906 brannte die Zuckerfabrik nieder und wurde nicht wieder aufgebaut. Deshalb widmete sich Victor dem Betrieb der Zuckerraffinerie Rohrbach, nach dem Tod seines Vaters (1911) wurden er und sein Bruder Peter Gesellschafter dieses Unternehmens.
- Ab 1912 wurden die Brüder Victor, Moritz und Peter Bauer Gesellschafter der Drnowitzer Zuckerfabrik Offermann & Comp. in Wischau.
- Er war der Leiter des Unternehmens, das den Betrieb der landwirtschaftlichen Güter Sponau und Kunewald leitete.
- Nach 1915 erbaute er in Rohrbach eine der modernsten Zuckerfabriken, wo er sich auch um die soziale und hygienische Sicherheit seiner Arbeiter kümmerte.
- Er wurde Gesellschafter des Unternehmens Robert & Comp., das eine Zuckerfabrik in Seelowitz betrieb.

### Andere Aktivitäten
- 1906 Mitglied der k. k. Geographischen Gesellschaft in Wien
- Mitglied des Verwaltungsrates der Zuckerfabrik in Schlapanitz (Bezirk Brünn-Land),
- Präsident des Verwaltungsrates eines Steinbruchs in Rossitz (Bezirk Brünn-Land)
- Nachdem er die Gründung der Tschechoslowakei zunächst begrüßt hatte, wurde der Landbesitz seiner Familie bald darauf enteignet und er musste um das Familieneigentum kämpfen. Dies und die zunehmenden politischen Spannungen im Europa der Zwischenkriegszeit veranlassten ihn zur Veröffentlichung mehrerer Schriften über seine Gedanken zu einer politischen Neugestaltung Zentraleuropas.

### Architektur und Kunst

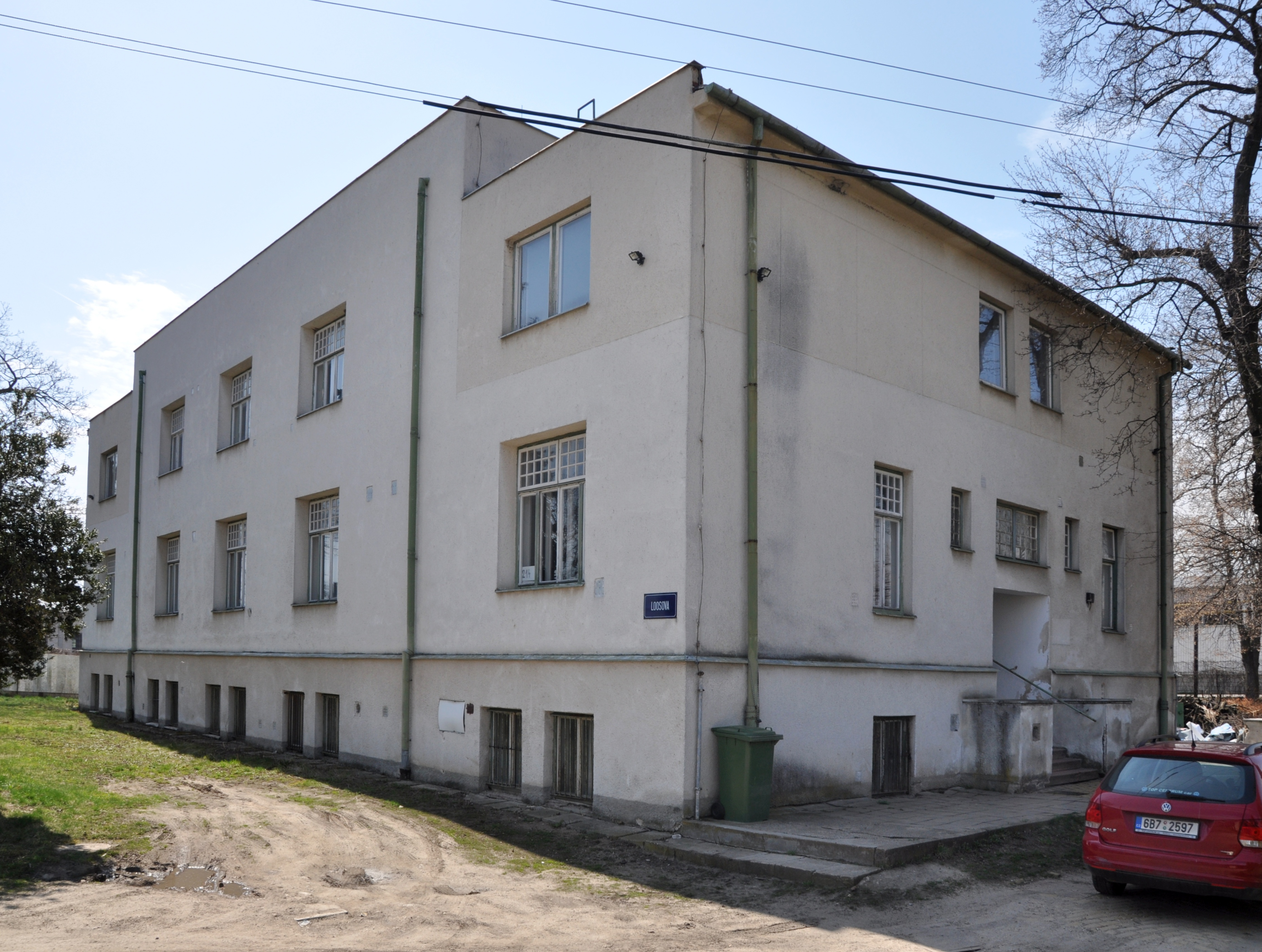
Villa Victor Bauer in Hrušovany

- Villa Victor Bauer in HrušovanyEr freundete sich mit Adolf Loos an, der das Innere einer repräsentativen Halle im Schloss Bauer schuf, das sich auf dem Brünner Messegelände befindet. Das Land, auf dem sich das Messegelände erstreckt, musste er der Stadt Brünn unter Wert verkaufen.
- Von Adolf Loos gibt es auch die Villa Victor Bauer in Rohrbach. Im Garten der Villa hinterließ er ein Fitnessstudio, das er mit seiner Familie und Freunden benutzte.
- Porträts der Familie Bauer wurden von den Malern Oskar Kokoschka und Egon Schiele erstellt.

### Reisen
- Während seines Studiums bereiste er den Nahen Osten sowie Nordafrika und besuchte Syrien, die Türkei, Palästina und Ägypten.
- 1903–1905 reiste um die Welt
- 1908 besuchte China, Japan und Kanada.
- 1909 nahm er in Bosnien an Untersuchungen zu Exportmöglichkeiten für die Produktion der österreichischen Industrie teil. 1910 besuchte er im Auftrag des Verkehrsministeriums Istanbul und blieb Ende 1911 in Albanien, wo er von Italiens Kriegsbereitschaft erfuhr.
- 1910 bestand er Fahrprüfungen für Motorfahrzeuge.
- Er interessierte sich auch für die Luftfahrt, bestand 1911 die Pilotenprüfung und wurde damit einer der ersten Piloten in Österreich-Ungarn.
- Von 1926 bis 1928 unternahm er mehrere Reisen in die USA und nach Kuba, wo er im Mai 1928 an der 6. Panamerikanischen Konferenz in Havanna teilnahm. Bis 1933 besuchte er eine Reihe europäischer Länder.

## Familie
Seine Frau war Margareta geb. Druschba (1886–1963). Die Nachkommen der Familie leben heute in Österreich.

## Ausstellungen
- Adolf Loos - Viktor Bauer, beschlagnahmte Erinnerungen im Museum der Hauptstadt Prag – Zentrum für Denkmäler der modernen Architektur, 12. April – 15. Juni 2018.

## Werke
- Viktor Bauer: Europa, ein lebendiger Organismus, Horn N.-Ö., 1935
- Victor Bauer: Zentraleuropa, ein lebendiger Organismus, Brünn/Leipzig, Irrgang., 1936
- Victor Ritter von Bauer: Oesterreichische Exportpolitik, Vortrag gehalten im Mährischen Gewerbeverein am 5. April 1906. Wien, Frick 1906.